# Hansa Records
Hansa Records (также известный как Hansa, Hansa Musik Produktion или Hansa International GmbH) —  легендарная немецкая звукозаписывающая компания, основанная в 1964 году. Это был первый независимый рекорд-лейбл в послевоенной Западной Германии с головным офисом в Западном Берлине. За годы своего существования под этикеткой Hansa (а также Hansa Records, Hansa International, Hansa UK и Hansa America) публиковались такие знаменитости как Giorgio Moroder, Frank Farian (и большинство его проектов) , Amii Stewart, Boney M., ERUPTION, Chilly, Falco, Modern Talking, Precious Wilson и многие другие.
После снижения продаж в 1985 году из-за просчётов менеджмента и набиравшего силу аудио-пиратства, лейбл был куплен медиаконцерном BMG. После объединения с Ariola Records, вошёл в состав BMG Berlin Musik GmbH/BMG-Ariola, а позже стал частью международного конгломерата Sony BMG Music Entertainment.
Материал для лейбла записывали как на арендованных студиях, так и на собственной высококлассной Hansa Tonstudio.
В октябре 2023 года подразделение Sony Music Germany объявило о возрождении Hansa и сообщило на своём официальном сайте о первых артистах, подписавших (или возобновивших) контракты с этим звукозаписывающим лейблом.

## Список исполнителей, записывавшихся на студии
- The Action
- Angletrax
- Amii Stewart
- Benny
- Bernd Clüver
- Bernhard Brink
- Blue System
- Boney M.
- Bonnie Tyler (1991—1993)
- C.C.Catch
- Child (1978)
- Chilly (1983)
- Chris Denning
- Cora
- David Bowie (1977—1978)
- Dennie Christian
- Depeche Mode (1984)
- Die Doofen
- Die Prinzen
- Elton John (1969—1976)
- Eruption
- Falco
- Frank Farian
- Frank Zander
- Gebrüder Blattschuss
- Gilla
- Giorgio Moroder (1966—1972)
- Gunter Gabriel
- G.G. Anderson
- Iggy Pop (1977)
- Japan (1977—1980)
- Joachim Heider
- Juliane Werding
- La Bouche
- La Mama
- Lou Bega
- Lucilectric
- Mad
- Milli Vanilli
- Modern Talking
- Münchener Freiheit
- No Mercy
- Oli.P
- Peter Petrel
- Phil & John
- Randolph Rose
- Ricky Shayne
- Roland Kaiser
- Severine
- Siouxsie and the Banshees
- The Cure
- The Hollies (1967—1973)
- The Sugarhill Gang
- The Teens
- The Troggs (1966—1969)
- The Twins
- Thomas Anders
- U2
- Wildecker Herzbuben
- Wolfgang Petry
- Yvonne Catterfeld